# 아리아케촌 (나가노현)
아리아케촌(有明村)은 나가노현 미나미아즈미군에 설치되었던 촌이다. 현재의 아즈미노시에 해당한다.

## 역사
- 1889년 4월 1일 - 정촌제 시행에 의해 미나미아즈미군 아리아케촌이 단독으로 자치체를 형성하였다.
- 1954년 11월 3일 - 호타카정, 니시호타카촌, 기타호타카촌과 합병해 새로운 호타카정이 성립하여, 동일 아리아케촌은 폐지되었다.

## 교통

### 철도
현재는 구 촌역에 일본국유철도 오이토선이 통과하지만, 역은 설치되지 않았다. 아리아케역은 인접한 기타호타카촌에 소재하고 있다.

### 도로
- 국도 제147호선

## 참고문헌
- 角川日本地名大辞典 20 長野県